# Выживший (будущий фильм)
«Выживший» (англ. Not Without Hope) — будущий американский триллер режиссёра Джо Карнахана по сценарию Э. Николаса Мариани и Карнахана. Сценарий фильма основан на одноимённой книге Шуйлера и Джере Лонгман, вышедшей в 2010 году. Главную роль исполнил Закари Ливай.

## Сюжет
В 2009 году Ник Шуйлер вместе со своими друзьями Уиллом Бликли и игроками НФЛ Маркизом Купером и Кори Смитом оказывается на мели после того, как их рыбацкая лодка опрокидывается в 70 милях от берега в Мексиканском заливе. Сильный шторм, надвигающийся на них, с силой бросает четверых друзей в ледяную воду. В то время как воздушная и морская спасательные операции Береговой охраны США срываются из-за сильного шторма, группа должна бороться за выживание в самом настоящем испытании на командную работу и выносливость.

## В ролях
- Закари Ливай — Ник Шуйлер
- Логан Келлог — капитан корабля
- Джош Дюамель — Тимоти Клоуз
- Джобет Уильямс
- Квентин Плэр — Маркиз Купер
- Терренс Террелл — Кори Смит
- Маршалл Кук — Уилл Бликли
- Флориана Лима

## Производство
О начале работы над фильмом стало известно в июне 2020 года. Майлз Теллер был первоначально выбран на роль Шуйлера, режиссёром стал Руперт Уэйнрайт, а сценаристом Э. Николас Мариани. Съёмки планировалось начать в Доминиканской Республике в августе 2020 года. Однако в том же месяце стало известно, что Уэйнрайт покинул проект из-за творческих разногласий. Теллер покинул проект из-за задержек в производстве, вызванных пандемией COVID-19.
В феврале 2023 года было объявлено, что Леви получил роль Шуйлера, а Джо Карнахан станет режиссёром. В июне 2023 года было объявлено, что Дюамель, Уильямс, Плэр, Террелл, Кук и Лима вошли в актёрский состав фильма.
Съёмки прошли на Мальте в июне 2023 года. Фильм полностью снимался на Мальте. Основные съёмки завершились на Мальте в июне 2023 года, перед забастовкой SAG-AFTRA.